# Interstate 57
Interstate 57 (I-57) é uma rodovia interestadual norte-sul no Missouri e no Illinois, que acompanha o antigo Illinois Central Railroad durante grande parte do seu percurso. Vai de Sikeston, Missouri, na I-55, até Chicago, Illinois, na I-94. A I-57 serve essencialmente como uma rota de atalho para os viajantes que se dirigem entre o Sul dos Estados Unidos (Memphis, Nova Orleans, etc.) e Chicago, contornando St. Louis, Missouri, e Springfield, Illinois. Entre a junção da I-55 e da I-57 em Sikeston e a junção da I-55 e da I-90/I-94 em Chicago, a I-55 percorre 702 km (436 milhas), enquanto a combinação da I-57 e da I-94 tem apenas 637 km (396 milhas) de comprimento entre os mesmos dois pontos. De fato, tanto as cidades de controle nos sinais aéreos como os sinais de quilometragem de destino fazem referência a Memphis ao longo da I-57 no sentido sul, mesmo até à sua origem norte na I-94 em Chicago. Do mesmo modo, no seu extremo sul, Chicago é a cidade de controle indicada para a I-57 nos sinais da I-55 no sentido norte a sul de Sikeston, embora a I-55 também vá para Chicago. Uma extensão para o sul da I-57, de seu atual terminal sul até Little Rock, Arkansas, está atualmente em vários estágios de desenvolvimento.